# Sartù di riso
Le sartù di riso, plat typique de la cuisine napolitaine, est un pâté en croûte en forme de cône contenant du riz garni de sauce à la viande, des pois, de la pancetta, des champignons, de la mozzarella ou du provolone, des boulettes de viande, des saucisses, des œufs durs et, traditionnellement, des foies de poulet. Le tout est cuit puis démoulé avant d'être servi.

## Histoire

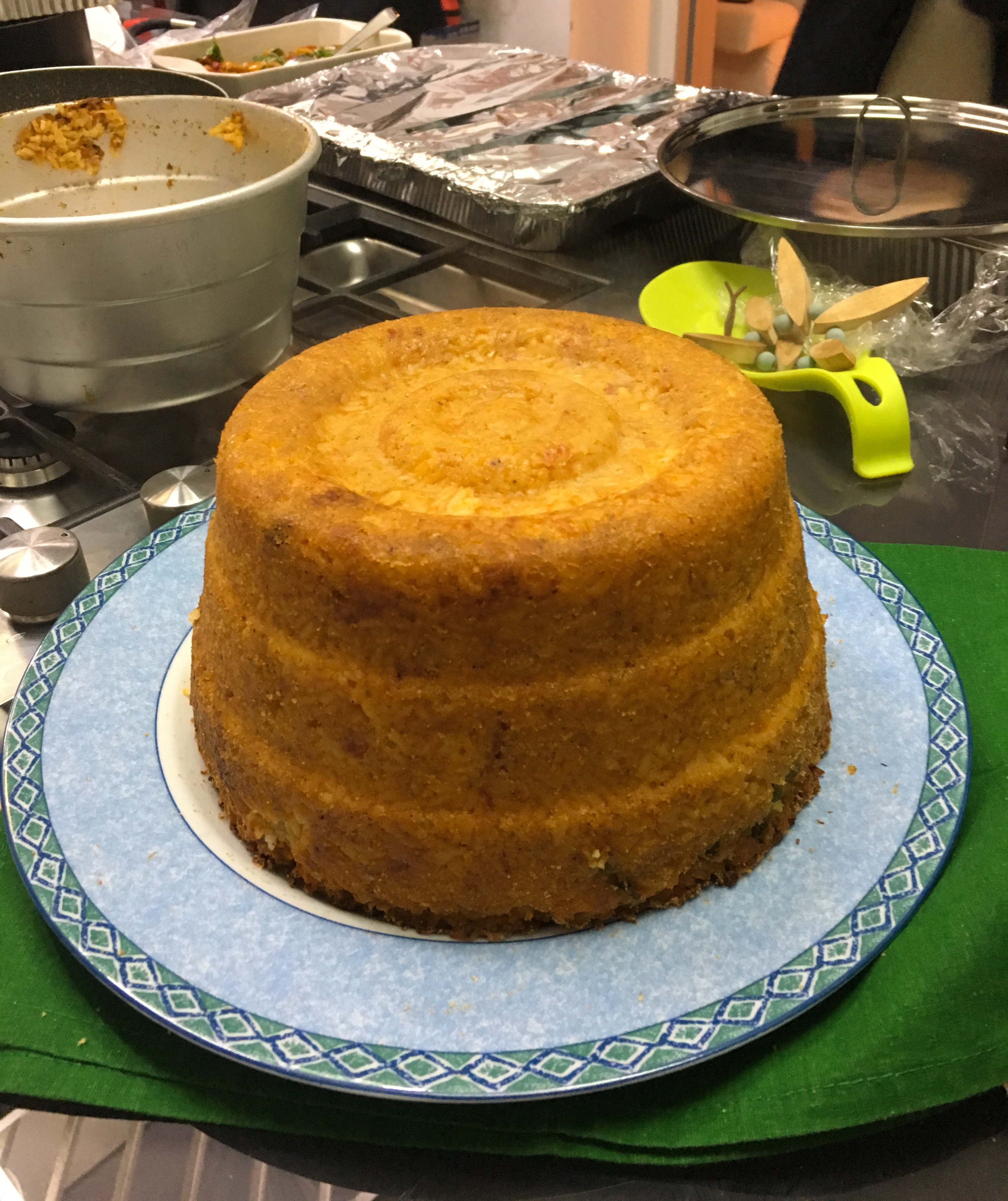
Le sartù napolitain, démoulé.

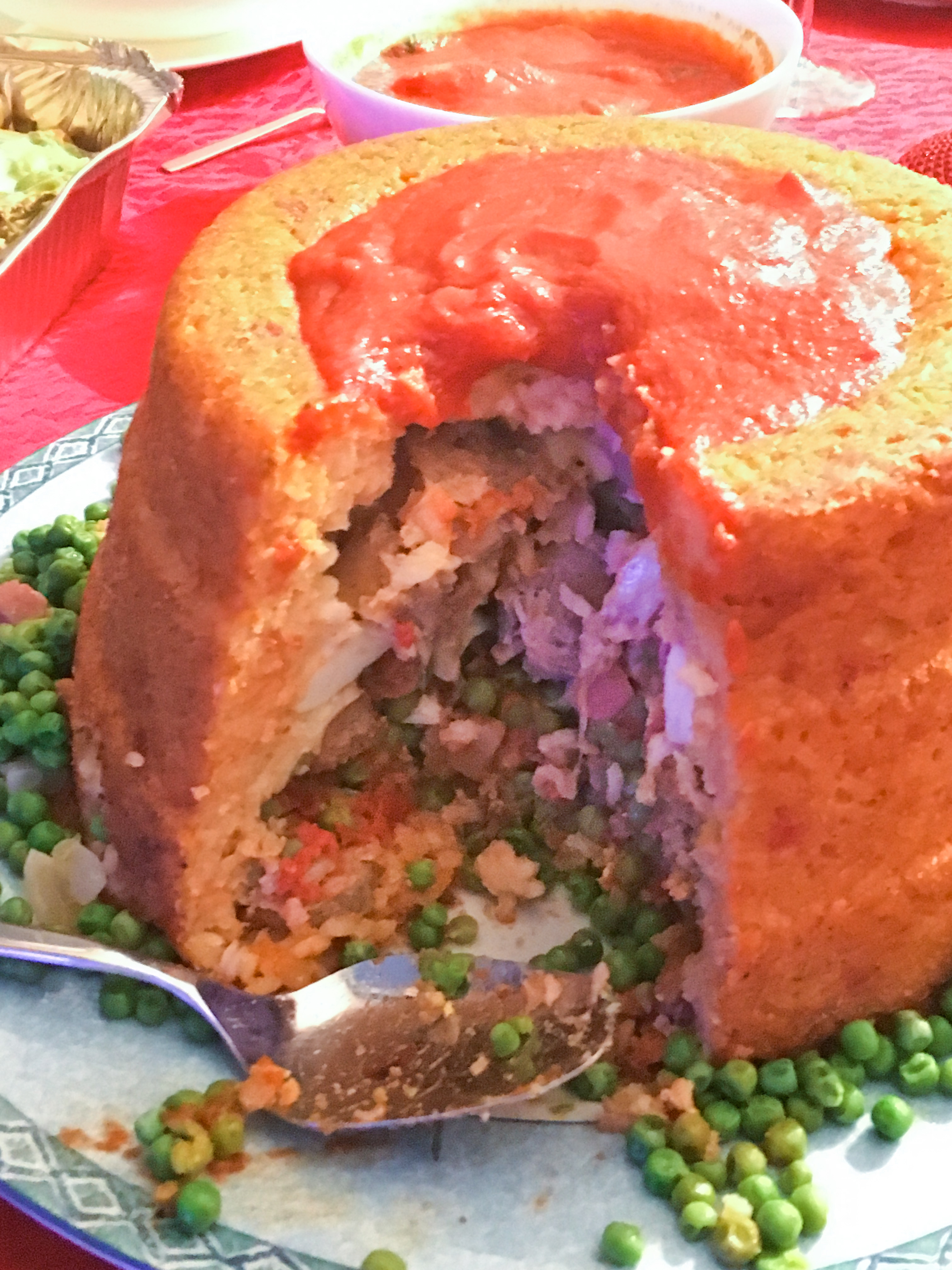
Le sartù napolitain, entamé.

Le riz, produit importé par les Aragonais dans le royaume de Naples, n'a pas connu de succès dans le sud de l'Italie sauf en Sicile où il a été introduit par les Arabes. Il a été adopté par l'école de médecine de Salerne et prescrit comme remède pour les malades, alors que la population lui préférait les pâtes.
Le sartù est probablement né de la nécessité d'adapter ce plat au goût de la cour, sous l'influence de la reine Marie-Caroline d'Autriche. Les monsù, cuisiniers de la cour française, ont créé ce plat au XVIIIe siècle, enrichissant le riz de nombreux ingrédients et masquant la saveur avec de la sauce tomate.
Le nom du plat viendrait du mot français « réserve », lui-même associé à une pièce d'argenterie nommée « épergne » qui était en usage au XVIIIe siècle pour amener à table des plats tels que le sartù ou le timballo.
Aujourd'hui, le sartù di riso est un plat festif connaissant de nombreuses variantes et chaque famille a la sienne. S'il fut d'abord un plat réservé aux riches (à cause de la présence de viande), avec le temps, il est devenu un plat traditionnel. Il peut être dégusté comme mets unique mais est aussi du plus bel effet les jours de fête.